# みんなで翻訳
「みんなで翻訳」は、日本の企業・株式会社エイシスが運営する同人（同人誌・同人ゲーム）、PCソフト、androidゲーム、電子書籍等のダウンロード販売サイトである「DLsite」が提供しているサービスで、世界中にマンガ・音声作品を届けたい原作者と有志の翻訳者をつなげるサービス。
サービス登録した翻訳者は「DLsite」で販売されているマンガ・音声作品のうち、原作者が翻訳許可を出している作品を購入することで、WEB上の専用システムで簡単に翻訳を開始することができる。現在は英語・中国語（簡体字・繁体字）・韓国語をはじめとした13言語への翻訳に対応しており、翻訳された作品が販売開始されると、その売上に応じて翻訳報酬を受け取ることができる。

## 変革
- 2021年10月 - マンガ作品のサービス提供開始[1]
- 2021年11月 - 翻訳者登録の受付開始[2]
- 2021年12月 - 「みんなで翻訳」作品の販売開始。翻訳登録者数が1,000人を突破[3]
- 2022年3月 - 翻訳許可作品数が5,000作品を突破。[4]「みんなで翻訳」販売作品数が1,000作品を突破
- 2022年6月 - 翻訳登録者数が2,000人を突破。「みんなで翻訳」販売作品数が2,000作品を突破
- 2022年8月 - 音声（ボイス・ASMR）作品のサービス提供開始[5]
- 2022年9月 - 音声（ボイス・ASMR）翻訳作品の販売開始。「みんなで翻訳」作品の月間売上が1000万を突破。[6]
- 2022年10月 - 翻訳許可作品数が10,000作品を突破[7]
- 2022年11月 - 「みんなで翻訳」販売作品数が4,000作品を突破[8]
- 2022年12月 - 翻訳登録者数が3,000人を突破
- 2023年1月 - 翻訳許可作品数が15,000作品を突破。[9]「みんなで翻訳」販売作品数が5,000作品を突破
- 2023年11月 - 対応言語を13言語に拡大。新たにスペイン語、ドイツ語、フランス語、インドネシア語、イタリア語、ポルトガル語、スウェーデン語、タイ語、ベトナム語の9言語を追加。[10]
- 2024年10月 - 翻訳作品数2.5万点以上、翻訳作品による累計売上は15億円を突破。翻訳者登録数も10,000名に。[11]

## 翻訳の実施方法

### マンガ作品
Mantra株式会社のマンガ専用翻訳システムを利用。吹き出し自動検出、翻訳対象テキストの自動認識、翻訳文の描画等の翻訳支援機能により、翻訳者はデザインツールを用意することなく、作品を翻訳することができる。

### 音声作品
株式会社エイシス社の開発した音声専用翻訳システムを利用。音声コンテンツを聞きながら、該当する音声箇所に対して字幕の翻訳文字を入れていく形で、翻訳することができる。

## 違法アップロード対策
日本のクリエイターが生み出した作品は海外のユーザーからも多くの人気を集めている反面、作品の翻訳にかかる手間や時間、翻訳のクオリティ―コントロール、流通経路の課題から、海外市場の需要を十分に満たせていないという課題がある。そのため、正規品では満たされない需要を補おうと生み出される無許可の翻訳作品”海賊版”が流布される要因につながっている。「みんなで翻訳」は、日本のクリエイター作品の海外進出を応援するとともに、翻訳作品を速やかに販売開始することで海賊版が生まれるサイクルを抑止する取り組みも行っている。